# Шлаков конус
Шлаковият конус е малко вулканично образувание със стръмни склонове, съставено от ронливи пирокластични фрагменти – натрупани шлака, вулканична пепел, лапили, вулканични бомби и други дребни вулканични материали. Представлява стръмен конус, изграден около отдушника.
От шлаковите конуси често изригват лавови потоци – или чрез страничен пробив на кратера, или от отдушник, разположен по фланга на вулкана. Лавата рядко се излива от върха им, освен когато изригва като фонтан, защото нециментираната шлака е твърде слаба, за да издържи на налягането, упражнено от разтопените скали, когато се издигат към повърхността през централния отвор.

## Образуване
Шлаковите конуси се образуват в момент, когато изригването на вулкан става с голяма сила, излитащите газове увличат със себе си част от лавата и пробиват някъде по вулканичния склон, често на места със стари пукнатини. При изригването фонтаните от лава и газове обикновено са насочени относително вертикално. В периода, когато силата на изригване започне да намалява, магмата вече е загубила по-голямата част от газовете, които съдържа. Тогава лавата, която е станала по-плътна, започва спокойно да се излива в кратера или под основата на конуса.
Тъй като газовете се изхвърлят във въздуха със сила, излитащата с тях лава се разпада на малки фрагменти, които се втвърдяват и падат около вентилационния отвор, образувайки симетричен конус, с почти кръгла основа. Външният наклон е 30° до 40°, тъй като при такъв наклон недостатъчно споеният материал все още остава стабилен и в равновесие. Тъй като пирокластитите са изхвърлени на сравнително голяма височина, те се охлаждат, преди да паднат на земята и не успяват да се слепнат.
Най често шлаковите конуси са разпръснати по склоновете на щитовидните вулкани, стратовулканите и калдерите и разположени по разклоненията от централния отдушник. По-често те са разпределени независимо, обикновено групирани в мрежа от регионални пукнатини. Такива районни образувания са например шлаковите конуси по платото Ахманган (Гегамски хребет) в Армения. Стотици от тях се срещат в Камчатка, във френския регион Оверн, в Мексико и на много други места.

## Строеж
Частиците, образуващи шлаковия конус, са изхвърлени по време на експлозия на вулкана. Скалните фрагменти, от които е изграден, съдържат множество газови мехурчета, застинали, докато лавата е летяла във въздуха и бързо се е охлаждала. Образуват се от подчертано течни, мафични магми, със сравнителни нисък вискозитет, при които газовете излитат много по-лесно. Големите пори в лавата често са с неправилна форма или много удължени, а преградите между мехурчетата обикновено са доста дебели. Някои шлакови конуси се състоят от редуващи се циментирани слоеве и шлака, което показва, че енергията на фонтана варира по време на изригването.
Кратерът на върха на повечето шлакови конуси имат формата на купа. Диаметърът в основата варира от 250 до 2500 метра, но средно е около 800 метра. Диаметърът на кратера е между 50 до 600 метра. Височината им обикновено е между 10 и 400 м, но има и изключения като Парикутин в Мексико, който за 9 години израства до 424 м. Например фонтаните на шлаковия конус Пуу-Оо на източния склона на Килауеа са достигали височина до 350 м. В ранните си етапи изригването на Мауна Улу, също на източния склон на Килауеа, изгражда шлакови конуси, високи до 500 м.
В план шлаковите конуси най-често са кръгли. Те обикновено се формират по-късно, когато активността се локализира към един или повече отделни отвори. Ако точното местоположение на вентилационния отвор се промени по време на изригване, конусът губи своята проста кръгла форма и става по-сложен. Вертикалният разрез през повечето от тях разкриват много сложни взаимозависими връзки, резултат от преместването на центровете на фонтаните на различни, близки места.
Ако е имало постоянен вятър, който духа по време на изригването, формата им може да бъде и асиметрична. Понякога шлаков конус се образува в предната част на големи лавови потоци и тогава получава форма на подкова, тъй като по време на изригването всички пирокластити, които се носят от предния фронт на потока, са отклонени от отдушника.
Отгоре тялото на шлаковия конус е покрито със свободно разположени частици от шлака. Вътрешността е изградена от същите частици лава, но спечени и окислени до характерен тухленочервен цвят. Съставът на материала е базалт или андезит-базалт.
Въпреки че са съставени от рохкава или само умерено стабилизирана шлака, много от тях са изненадващо трайни, защото дъждът, падащ върху тях, потъва в силно пропускливата шлака и ги споява, вместо да се стича по склоновете им и да ги ерозира.

## Примери
По склоновете на един вулкан могат да се издигат многобройни шлакови конуси. Например геолозите са идентифицирали близо 100 такива конуса по фланговете на Мауна Кеа, щитовиден вулкан на остров Хавай.
Един от най-активните шлакови конуси на Земята е Серо Негро в Никарагуа. Той е част от група от четири млади конуса северозападно от вулкана Лас Пилас. Откакто се е образувал през 1850 г., той е изригвал повече от 20 пъти, за последен път през 1995 г.
Друг, много известен шлаков конус е Парикутин, израснал на царевично поле в Мексико през 1943 г. от нов отдушник. Изригванията през него продължават 9 години и произвеждат потоци лава, покриващи 25 км2.